# Bột (vật liệu hạt)
Bột là vật liệu hạt với kích thước hạt nằm giữa cát và sét, có nguồn gốc khoáng vật là thạch anh và feldspat. Bột có thể xuất hiện dưới dạng đất (thường trộn với cát hoặc sét) hoặc dưới dạng trầm tích ở trạng thái huyền phù khi trộn lẫn với nước (còn được gọi là bùn cát lơ lửng) và đất bùn/bùn trong một vùng nước, chẳng hạn như trong một con sông. Nó cũng có thể tồn tại dưới dạng đất trầm lắng xuống đáy một vùng nước, như dòng chảy bùn từ các vụ lở đất. Bột có diện tích bề mặt riêng vừa phải với cảm giác dẻo nhưng không dính. Bột thường tạo ra cảm giác giống như bột ngũ cốc/bột thực phẩm khi khô và cảm giác trơn trượt khi ướt. Người ta có thể quan sát bột bằng thấu kính cầm tay, với vẻ ngoài lấp lánh. Nó cũng có thể cảm nhận được bằng lưỡi giống như hạt khi đặt trên các răng cửa (ngay cả khi trộn với các hạt sét).

## Kích thước hạt
Trong thang Udden–Wentworth được Krumbein sửa đổi thì bột là các hạt có kích thước từ 0,0039 đến 0,0625 mm, lớn hơn các hạt sét nhưng nhỏ hơn các hạt cát, tương đương với giá trị của φ từ 4 tới 8 trên thang Krumbein. ISO 14688 phân loại bột là hạt có kích thước từ 0,002 mm đến 0,063 mm (chia nhỏ ra thành ba loại con là mịn, vừa và thô; tương ứng là 0,002 mm đến 0,006 mm, 0,006 mm đến 0,020 mm và 0,020 mm đến 0,063 mm). Trong thực tế, bột là khác biệt hóa học với sét, và không giống như sét, các hạt bột là xấp xỉ về kích thước theo mọi hướng; ngoài ra, các khoảng kích thước của chúng là chồng lấn lên nhau. Các hạt sét được hình thành từ các hạt dạng tấm mỏng được giữ cùng nhau bằng các lực tĩnh điện, nên chúng thể hiện sự cố kết. Bột thuần túy là không cố kết. Theo hệ thống phân loại kết cấu đất của Bộ Nông nghiệp Hoa Kỳ (USDA) thì sự khác biệt cát–bột là ở mức cỡ hạt 0,05 mm. Hệ thống của USDA từng được Tổ chức Nông lương Liên Hợp Quốc (FAO) phê chuẩn. Trong Hệ thống Phân loại Đất Hợp nhất (USCS) và hệ thống phân loại đất AASHTO thì sự khác biệt cát–bột ở mức cỡ hạt 0,075 mm (nghĩa là vật liệu lọt qua sàng cỡ mắt #200). Bột và sét được phân biệt về mặt cơ học theo độ dẻo của chúng.

## Ảnh hưởng môi trường

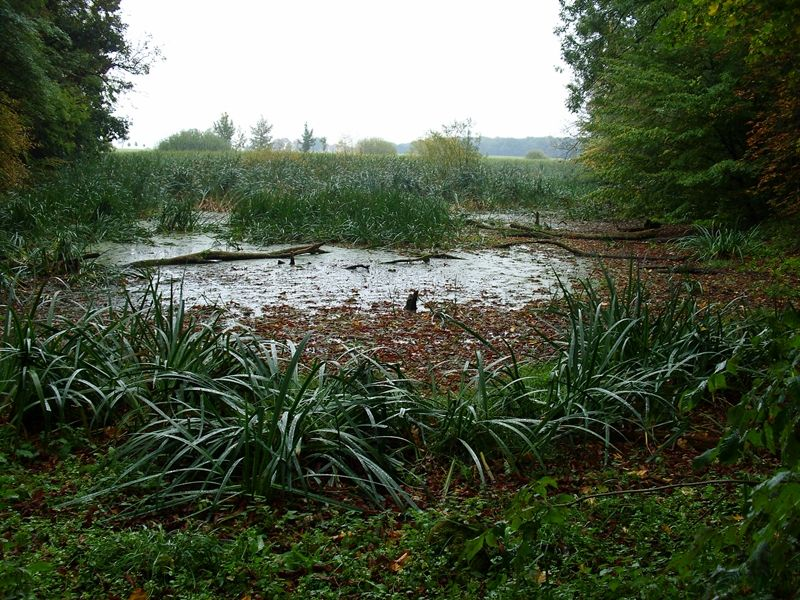
Một hồ bùn (bột) ở Eichhorst, Đức.

Bột dễ dàng vận chuyển trong nước hay các chất lỏng khác và là đủ mịn để có thể vận chuyển đi xa nhờ gió dưới dạng bụi. Các lớp lắng đọng dày của vật liệu bột sinh ra từ trầm lắng nhờ các quá trình gió thường được gọi là hoàng thổ. Vật liệu bột và sét góp phần vào độ đục của nước. Bột cũng được vận chuyển trong các dòng chảy trong các đại dương. Khi bột xuất hiện dưới dạng chất gây ô nhiễm trong nước thì người ta gọi hiện tượng này là lắng đọng bùn.
Bột trầm lắng trong các trận lũ lụt hàng năm dọc theo sông Nin đã tạo ra loại đất màu mỡ góp phần duy trì văn minh Ai Cập cổ đại. Bột trầm lắng trong sông Mississippi trong suốt thế kỷ 20 đã giảm đi do hệ thống đê điều, góp phần làm biến mất các vùng đất ngập nước phòng hộ và các đảo chắn trong vùng châu thổ sông Mississippi xung quanh New Orleans.
Tại đông nam Bangladesh, trong huyện Noakhali, các đập chữ thập được xây dựng trong thập niên 1960 nhờ đó bột/bùn dần dần bồi đắp thành các vùng đảo mới, gọi là "char". Huyện Noakhali đã mở rộng trên 73 kilômét vuông (28 dặm vuông Anh) đất đai trong vòng 50 năm qua.
Với sự tài trợ của Hà Lan, chính quyền Bangladesh bắt đầu hỗ trợ phát triển các char cũ vào cuối thập niên 1970, và kể từ đó thì nỗ lực này đã trở thành hoạt động liên tổ chức trong xây dựng cơ sở hạ tầng, như đường xá, cống nước, bờ bao, trường học, nơi tạm trú tránh bão, nhà vệ sinh, ao cũng như chia cấp đất cho những người định cư. Tại thời điểm năm 2020, giai đoạn IV của Dự án Phát triển và Định cư Char (CDSP) dự kiến cấp khoảng 300 kilômét vuông (70.000 mẫu Anh) cho 28.000 hộ gia đình với 155.000 nhân khẩu.
Một trong những nguồn sinh bột chính của các con sông chảy qua vùng đô thị là sự xáo trộn đất do hoạt động xây dựng, còn đối với những con sông chảy qua vùng nông thôn là sự xói mòn do hoạt động cày bừa đồng ruộng, phát quang rừng hay đốt phá rừng.

## Trong đời sống
Bùn hay đất bùn trong đời sống thông thường là hỗn hợp lỏng hay bán lỏng của nước và đất bột hoặc trầm tích bột. Nói theo thuật ngữ địa chất thì bùn là hỗn hợp của nước với các hạt bột hay sét và/hoặc hệ keo (colloid). Các trầm tích bột cổ bị cứng lại theo thời gian địa chất để tạo ra bột kết, một thành phần của đá bùn hay nê nham.

## Văn hóa
Lớp đất bùn đen màu mỡ dọc theo hai bờ sông Nin được coi là biểu tượng của sự tái sinh, gắn với vị thần Ai Cập cổ đại Anubis.